# Línea 109 (Corrientes)
Línea 109 es una línea de transporte urbano de pasajeros de la ciudad de Corrientes, Argentina. 

## Recorridos

### Ramal A (Bº Rio Paraná - Parque Del Recuerdo)
- IDA: Av. Alta Gracia - Av. Maipú - Sarmiento - Av. 3 De Abril - Catamarca - Bolívar - General Roca - 9 De Julio - Av. Gobernador Ruíz - Av. Armenia - Av. Libertad - Ruta 12 - Ruta Provincial 43 - Parque del Recuerdo.
- VUELTA: Parque del Recuerdo - Ruta Provincial 43 - Ruta 12 - Av. Libertad - Av. Armenia - Av. Gobernador Ruíz - Carlos Pellegrini - Santa Fe - Av. 3 de Abril - Av. Maipú - Av. Alta Gracia.

Este Servicio En Horarios Especiales Realiza El Servicio Al Yecoha.

#### Ramal B (Bº Rio Paraná - Bº Yecoha)
- IDA: Av. Maipú - Sarmiento - Av. 3 De Abril - Catamarca - Bolívar - General Roca - 9 De Julio - Av. Gobernador Ruíz - Av. Armenia - Av. Libertad - Ruta 12 - Mario Bofill.
- VUELTA: Mario Bofill - Ruta 12 - Av. Libertad - Av. Armenia - Av. Gobernador Ruíz - Carlos Pellegrini - Santa Fe - Av. 3 de Abril - Av. Maipú - Aconcagua - Los Atacamas - Caribe.